# Ludwig Heinrich Sonntag
Ludwig Heinrich Sonntag (* 25. Mai 1924 in Dortmund; † 7. März 2006 in Dortmund) war ein SS-Unterscharführer in der Waffen-SS. Er war mit der 8. Kompanie des II. Bataillons/Panzergrenadier-Regiments 35 der 16. SS-Panzergrenadier-Division „Reichsführer SS“ am Massaker von Sant’Anna di Stazzema beteiligt, in dem etwa 560 Zivilisten ermordet wurden. Hierfür wurde er von einem italienischen Militärgericht in La Spezia zu einer lebenslangen Freiheitsstrafe verurteilt. Ludwig Sonntag wurde nicht nach Italien ausgeliefert, daher konnte dieses Urteil nie vollstreckt werden und in Deutschland wurde das Verfahren gegen ihn eingestellt.

## Militärische Laufbahn
Ludwig Sonntag trat zum 21. Mai 1942 freiwillig in die SS ein und diente anschließend in einer SS-Polizei-Division. Nach seiner militärischen Ausbildung wurde er an die Ostfront versetzt, wo er am 5. Oktober 1942 und am 10. März 1943 verwundet wurde. Er kam in ein Militärkrankenhaus und nach seiner Genesung wurde Ludwig Sonntag zur 16. SS-Panzergrenadier-Division „Reichsführer-SS“ abkommandiert. In dieser Division verrichtete er zunächst in der 6. Kompanie und später in der 8. Kompanie des II. Bataillons/Panzergrenadier-Regiments 35 der 16. SS-Panzergrenadier-Division „Reichsführer-SS“ Dienst. Zum 1. April 1944 erfolgte seine Beförderung zum SS-Scharführer und bereits zum 1. Juni desselben Jahres zum SS-Unterscharführer. Am 30. Juni 1944 wurde er, nach seinen Angaben, südlich von Cecina am Kopf getroffen, kam in ein Lazarett und kehrte bereits 14 Tagen zu seiner Kompanie zurück.

## Befragung
Im Rahmen eines Rechtshilfeersuchens der italienischen Behörden wurde Ludwig Sonntag von der hierfür in Deutschland zuständigen deutschen Stelle befragt. Darin sagte Ludwig Sonntag aus, dass er „den Namen Sant’Anna di Stazzema nie gehört habe“ und „ebenso wenig von anderen Personen gehört zu haben, die Gewalt gegen die Zivilbevölkerung begangen hätten“. Diese Aussage ist nicht glaubwürdig, denn es war nicht das erste Massaker der 16. SS-Panzergrenadier-Division „Reichsführer-SS“ und vor allem hätten die SS-Männer bereits vor dem Massaker in Sant’Anna di Stazzema durch ihre Einheiten von Massakern gewusst, so der Historiker Carlo Gentile. Das italienische Militärgericht ging davon, dass Ludwig Sonntag am Massaker von Sant’Anna di Stazzema am 12. August 1944 zweifelsfrei an der Militäroperation mit der 8. Kompanie teilgenommen habe. Es habe für das Gericht keinen ersichtlichen Grund gegeben, warum er als Zugführer eines Kettenfahrzeugs mit aufgesetzter Kanone der 8. Kompanie und vier Mann Besatzung von der Operation befreit worden sei bzw. nicht teilgenommen habe. Zudem hätten drei seiner Untergebenen erklärt, dass sie am 14. August 1944 an der Militäroperation gegen Zivilisten dabei gewesen seien.

## Urteile in Italien
2002 eröffnete die Militärstaatsanwaltschaft in La Spezia ein Verfahren gegen mutmaßliche Täter des Massakers von Sant’Anna di Stazzema. Möglich wurde dies, weil es Akten gab, die nach dem Ende des Zweiten Weltkrieges angelegt worden waren und sich unerkannt im sogenannten Schrank der Schande befanden. 2004 begann der Prozess vor dem Militärgerichtshof in La Spezia. Ludwig Sonntag und Werner Bruß, Karl Gropler, Gerhard Sommer, Alfred Schöneberg, Heinrich Schendel, Georg Rauch, Ludwig Göring und Alfred Mathias Concina wurden in Abwesenheit zu einer lebenslangen Freiheitsstrafe verurteilt. Diese Urteile wurden im Jahr 2006 vom Appellationsmilitärgerichtshof in Rom in zweiter Instanz und 2007 vom Obersten Kassationsgerichtshof in dritter und letzter Instanz bestätigt.

## Ermittlungen in Deutschland
Seit 2002 ermittelte die Staatsanwaltschaft in Stuttgart gegen neun der in Italien verurteilten Personen, zu denen noch weitere fünf hinzukommen, die nicht in La Spezia angeklagt waren. Das Verfahren wurde 2011 eingestellt. Eine Wiederaufnahme der Ermittlungen wurde von der Staatsanwaltschaft Stuttgart abgelehnt.
Ludwig Sonntag leugnete bis zu seinem Lebensende eine Beteiligung an diesem Kriegsverbrechen.